# Narceus annularus
Narceus annularus är en mångfotingart som först beskrevs av Rafinesque 1820.  Narceus annularus ingår i släktet Narceus och familjen Spirobolidae. Inga underarter finns listade i Catalogue of Life.